# کوهی ناکاشیما
کوهی ناکاشیما (انگلیسی: Kohei Nakashima؛ زادهٔ ۷ دسامبر ۱۹۸۹) بازیکن فوتبال اهل ژاپن است.